# 朱伊特城 (康乃狄克州)
朱伊特城（英語：Jewett City）是位於美國康乃狄克州新倫敦縣的一個自治市。

## 人口
根據2020年美國人口普查的數據，朱伊特城的面積為1.92平方千米，當中陸地面積為1.83平方千米，而水域面積為0.09平方千米。當地共有人口3328人，而人口密度為每平方千米1,733人。